# Го Сян
Го Сян (кит. упр. 郭象, пиньинь Guō Xiàng, Го Цзысюань, кит. упр. 郭子玄, пиньинь Guō Zǐxuán; ошибочно — Хоу Сян; 252—312), древнекитайский философ времён династии Западная Цзинь.
Представитель близкой к даосизму философии Сюань-сюэ. Основное сочинение — комментарий к даосским трактатам «Чжуан-цзы» и «Ле-цзы». Существует предположение, что данное сочинение написано по материалам трудов другого философа того же направления — Сян Сю (III в.). 

В отличие от подавляющего большинства китайских мыслителей, в своих рассуждениях о сущем, Го Сян исходит не из отсутствия (у), некоей неявленной первоосновы сущего, которая или порождает сущее или эксплицирует его из себя, а из наличия (ю, yǒu 有), то есть конкретно оформленные вещи (у, wù 物), то есть наличного бытия сущего как последней и окончательной реальности. Мир Го Сяна — мир без абсолюта, без таинственной субстанции, предлежащей вещам как-они-есть и таинственно скрывающейся за ними. Го Сян (как и его друг и предшественник Сян Сю) исходит из этимологии и непосредственной семантики слова «отсутствие», под которым китайская мысль как раз и понимала эту пред-наличную первосубстанцию: слово у, отсутствие/неналичие (у, wú 無), означает только то, что оно означает буквально — «то, чего не имеется», «то, что отсутствует», «ничто». А из ничего не может произойти нечто — или ничто или нечто, но не то и другое вместе или последовательно: они, как «да» и «нет», «ночь» и «день», «жизнь» и «смерть» контрастны и взаимоисключающи. Того, чего нет — просто нет. «Нет» суть «не суть», и «нет» не может обладать вообще никаким онтологическим статусом. А тем более оно не может произвести вещи и все сущее: «Отсутствие и есть отсутствие, и если это так, то оно не может порождать наличие <…> Если бы оно могло порождать наличие, то разве оно было бы отсутствием?»— Е. Торчинов — «Хайдеггер и восточная философия: поиски взаимодополнительности культур»

## Иконография
Предполагаемый скульптурный портрет Го Сяна послужил прообразом логотипу телекомпании ВИD. Трёхлапая жаба на голове этого мудреца символизировала богатство в китайской культуре. Однако, сгенерированное с применением компьютерной графики изображение маски с характерными фанфарами часто вызывала чувство страха у детей в момент показа заставки. 13 декабря 2007 года в социальной сети ВКонтакте была создана фан-группа «Боявшиеся и боящиеся логотипа Телекомпании ВИD».